# Wojna żydowska (66–73)
Pierwsza wojna żydowska (66–73 n.e.) rozpoczęła się od wybuchu żydowskiego powstania przeciwko panowaniu rzymskiemu w Judei. Powstańcze walki przemieniły się w regularną wojnę, która zakończyła się klęską Żydów i doprowadziła do zniszczenia całego kraju.

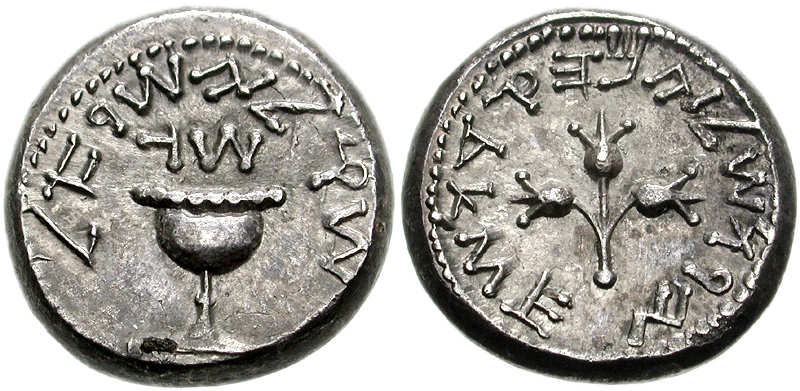
Moneta wyemitowana przez żydowskich powstańców w roku 68.

## Tło historyczne
Po śmierci Heroda Wielkiego królestwo Judei zostało podzielone między jego synów, ale żaden z nich nie otrzymał tytułu królewskiego. Jeden z nich, Archelaos, utracił swoje władztwo w środkowej Judei i Samarii z powodu nazbyt despotycznego postępowania i Judea została przekształcona w terytorium rzymskie, na którym na skutek nieudolnych rządów urzędników rzymskich i konfliktów wewnętrznych szybko zaczęły narastać napięcia. Z Rzymianami współpracowali saduceusze, sprzeciwiało się im natomiast wiele grup wywodzących się z ortodoksyjnych lub mesjanistycznych odłamów judaizmu, jak radykalni faryzeusze i zeloci czy nacjonalistyczni sykariusze. Podczas surowych rządów prefekta Poncjusza Piłata (ok. 25-36 n.e.) doszło kilkakrotnie do zamieszek i buntów w Jerozolimie i okolicach. W kolejnych dziesięcioleciach na sytuację w prowincji i na stosunki rzymsko-żydowskie rzutowały też pośrednio konflikty żydowsko-greckie w Aleksandrii i wielu miastach nadmorskich Lewantu. Po kilku latach spokoju, jakie zapewniło panowanie Agryppy I, destabilizacja ekonomiczna oraz klęska głodu pod koniec lat 40. doprowadziły do sytuacji, w której kraj pełen był zwalczających się grup, proroków mesjańskich, bandytów i rewolucjonistów, nad którymi rzymscy namiestnicy nie byli w stanie zapanować.

## Przebieg wojny
W 66 roku doszło w Cezarei do buntu ludności żydowskiej przeciwko panowaniu rzymskiemu w Judei. Wybuch powstania został sprowokowany przez Greków, którzy ofiarowali ptaki przed wejściem do lokalnej synagogi. Powstanie szybko rozprzestrzeniło się na cały kraj.
Rzymianie wysłali przeciwko Żydom XII Legion rzymski (Legio XII Fulminata) stacjonujący w Syrii, został on jednak pokonany i zmuszony do odwrotu. W walkach Rzymianie stracili 6 tys. ludzi i złotego orła legionu.
W 67 roku do Galilei wkroczył XIII Legion rzymski wzmocniony przez kohorty z V i X Legionu. Dowódcą był konsul Tytus Flawiusz. W czerwcu 67 Rzymianie zdobyli i zrównali z ziemią twierdzę Jotopata (broniła się przez 47 dni). Zginęło w niej 40 tysięcy Żydów. V Legion trybuna Cerealisa otoczył siły powstańców w Samarii, na górze Garizim, gdzie zginęło ogółem 11 tys. Żydów. X Legion opanował Tyberiadę, Tarycheę i Joppe. Nie licząc zabitych, do niewoli wzięto 10 tysięcy Żydów. Szczególnie dramatycznym epizodem całej wojny była obrona żydowskiej twierdzy Gamali. Broniło się w niej 9 tysięcy zelotów i tłum ludności cywilnej. Przez cztery tygodnie trwała obrona twierdzy. W chwili upadku 5 tysięcy Żydów popełniło samobójstwo. Pozostałe 4 tysiące wymordowali Rzymianie. Z pogromu ocalały zaledwie dwie kobiety. Twierdzę na górze Tabor Rzymianie zdobyli fortelem, mordując całą załogę. Maleńka twierdza Giskhala broniła się krótko i upadła. Wszystkich obrońców wymordowano. W ten sposób upadła cała Galilea.

W marcu 68 roku Jan z Gischali na czele Żydów z Galillei wkroczył do Jerozolimy i przejął władzę w Judei. Był on zwolennikiem fanatycznych zelotów. W walkach w mieście zginęło 10 tys. Żydów. Jerozolima została rozerwana wewnętrzną wojną domową, którą toczyły pomiędzy sobą cztery frakcje: zeloci jerozolimscy pod wodzą Eleazara Ben-Szymona (2400 ludzi), zeloci galilejscy pod wodzą Jana z Gischali (6000 ludzi), sykariusze pod wodzą Szymona bar Giora (10 000 ludzi) i Idumejczycy pod wodzą Jakuba Bar-Sosa i Szymona Bar-Katla (5000 ludzi).

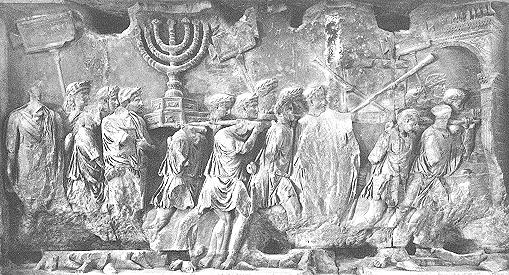
Relief z Łuku Tytusa przedstawiający pochód z trofeami zdobytymi w Jerozolimie (wśród nich jest menora pochodząca ze zniszczonej drugiej Świątyni Jerozolimskiej)

W 70 roku do Judei wkroczył XII Legion rzymski pod wodzą konsula Tytusa Flawiusza. Oblężona Jerozolima padła 11 września 70 roku. Miasto zostało zburzone, a Świątynia Jerozolimska spalona. Według Tacyta w Jerozolimie było oblężonych 600 tys. Żydów (Dzieje 5,13).
W okresie od 11 września 70 roku do 1 kwietnia 73 roku upadły żydowskie twierdze Herodion (poddała się bez walki) i Macheront (poddała się po kilkudniowym oblężeniu). W Macheroncie Rzymianie wymordowali 1700 mężczyzn, a wszystkie kobiety i dzieci sprzedali w niewolę. Uciekających ocalałych z pogromu zelotów otoczyli i zabili nad Jordanem.
Na wiosnę 73 roku Rzymianie prowadzili oblężenie i zdobyli twierdzę Masada. Dowodzący obroną Eleazar ben Jair nakłonił towarzyszy broni, by najpierw zabili swoje żony i dzieci, a następnie samych siebie. Następnego dnia Rzymianie znaleźli 960 trupów z wyjątkiem dwóch kobiet i pięciorga dzieci, ukrytych w pieczarach, gdzie biegł wodociąg dostarczający wodę pitną.

## Chrześcijanie wobec wojny
Judeochrześcijanie, kierując się zawartymi w Ewangeliach wskazaniami Jezusa (por. Mk 13,14), w chwili wybuchu powstania przeciwko Rzymianom w 66 r. opuścili Jerozolimę. Według Euzebiusza z Cezarei schronili się w Pelli, na wschód od Jordanu.
Jak pisze Benedykt XVI w 2. tomie Jezusa z Nazaretu, w ostatnich latach przed 70 r. wokół świątyni jerozolimskiej unosiło się tajemnicze przeczucie zbliżającego się jej końca[niewiarygodne źródło?].
Józef Flawiusz opisuje jedno z wydarzeń zapowiadających koniec kultu w świątyni. Miało ono miejsce w 66 r. „Kiedy w czasie święta, które zowie się Pięćdziesiątnicą, kapłani weszli nocą, jak to jest ich zwyczajem, do wewnętrznego dziedzińca świątynnego, aby pełnić służbę Bożą, najpierw zauważyli, jak sami oświadczyli, ruch i huk, a potem dało się słyszeć wołanie różnymi głosami: Wyjdźmy stąd!”.
W lecie 66 r. na głównego stratega wojny został wybrany Annasz syn Annasza, który wcześniej skazał na śmierć Jakuba Sprawiedliwego. Wybór ten judeochrześcijanie mogli bez wątpienia uznać za sygnał do ucieczki.

## Następstwa wojny żydowskiej
Józef Flawiusz w Wojnie żydowskiej podaje, że podczas trwania konfliktu poległo 1 100 000 ludzi. Do rzymskiej niewoli dostać się miało natomiast 97 tys. Żydów, z czego 17 tys. zmarło z głodu. O ile liczba jeńców wydaje się być prawdopodobna, o tyle liczba zabitych została zdaniem współczesnych historyków znacznie przez Flawiusza wyolbrzymiona. Paweł Orozjusz, powołując się na Tacyta i Swetoniusza, podał liczbę 600 tys. ofiar wojny żydowskiej.
Alexander Mittelstaedt, historyk współczesny, szacuje liczbę ofiar powstania na 80 tys. osób. Z kolei Matthew White w swojej książce The Great Big Book of Horrible Things z 2011 podaje, że wojna żydowska z I wieku oraz powstanie Bar-Kochby z II wieku łącznie pochłonęły około 350 tys. ofiar.
Książęta i przedstawicieli znakomitych rodów judzkich odesłano do Rzymu. Starszych wysłano do kopalń egipskich, a najsilniejszą młodzież rozdano po rzymskich prowincjach, aby występowała w cyrkach walcząc z dzikimi zwierzętami. Podczas jednego spektaklu cyrkowego potrafiono zgładzić nawet 2 tys. ludzi. Dzieci i kobiety sprzedano.
Cesarz Wespazjan ogłosił Judeę swoją własnością prywatną i nakazał urzędnikom rzymskim rozprzedać ją małymi działkami, a dotychczasowy podatek na świątynię płacony przez Żydów cesarz nakazał odtąd pobierać na rzecz świątyni Jowisza Kapitolińskiego (Fiscus Judaicus). Podatek ten został uznany przez tannaitę Jochanana ben Zakkai za karę Bożą za żydowski grzech. Żydom nie odmówiono dostępu na teren wzgórza zniszczonej świątyni, jak to miało miejsce po późniejszym powstaniu Bar Kochby.

## Chronologia
66 n.e.-67 n.e.
- Powstanie w Jerozolimie
- Potyczka pod Chabulonem (powstańcy rozbili w zasadzce tylną straż rzymską, zabijając 2000 żołnierzy).
- Zdobycie Joppy (Rzymianie pod wodzą Cestiusza wymordowali 8000 mieszkańców).
- Potyczka w Górach Asamon (Rzymianie rozbili oddział żydowski, straty: 2000 zabitych powstańców, 200 rzymskich legionistów).
- Bitwa pod Jerozolimą
- Bitwa w wąwozie Bet-Choron
- Bitwa pod Askalonem
- Oblężenie Jotopaty
- Masakra Samarytan na górze Gerizim (3600 Rzymian pod wodzą legata Sekstusa Cerialisa dokonało masakry 11 600 Samarytan w świątyni na górze Gerizim).
- Zdobycie Jafy (miasto galilejskie – nie mylić z Jaffą) – 3000 Rzymian po zdobyciu miasta dokonało masakry mieszkańców – w wyniku rzezi zginęło 15 000 ludzi, 2130 osób (głównie kobiet i dzieci) dostało się do niewoli.
- Zdobycie Joppy
- Zdobycie Tarychei
- Oblężenie Gamali
- Zdobycie Gischali (Rzymianie pod wodzą Tytusa zdobywają miasto, straty żydowskie: 6000 zabitych i 3000 jeńców – kobiet i dzieci).
- Bitwa pod Betennabris
- Zdobycie Gerazy (Rzymianie zdobywają miasto, zabijając tysiąc obrońców).

70 n.e.
- Oblężenie Jerozolimy

71 n.e.
- Oblężenie Macherontu

73 n.e.
- Oblężenie Masady